# Eucamptodontopsis tortuosa
Eucamptodontopsis tortuosa är en bladmossart som beskrevs av H. Robinson 1965. Eucamptodontopsis tortuosa ingår i släktet Eucamptodontopsis och familjen Dicranaceae. Inga underarter finns listade i Catalogue of Life.